# Тэйбер, Норман
Норман Стефен Тэйбер (англ. Norman Stephen Taber, 3 сентября 1891 — 15 июля 1952) — американский легкоатлет, олимпийский чемпион.
Норман Тэйбер родился в 1891 году в Провиденсе, штат Род-Айленд). В 1910 году он вошёл в число ведущих легкоатлетов США. В 1912 году на Олимпийских играх в Стокгольме он боролся за медаль на дистанции 1500 м против своего соотечественника Абеля Кивиата, но на финише их обошёл Арнольд Джексон из Великобритании. По результатам фотофиниша Кивиат получил серебряную медаль, а Тэйбер — бронзовую. Тем не менее он завоевал золотую медаль в командном забеге на 3000 м.
В 1915 году Норман Тэйбер установил мировой рекорд в беге на 1 милю, который продержался 8 лет.